# Hans Hollenstein (Radsportler)

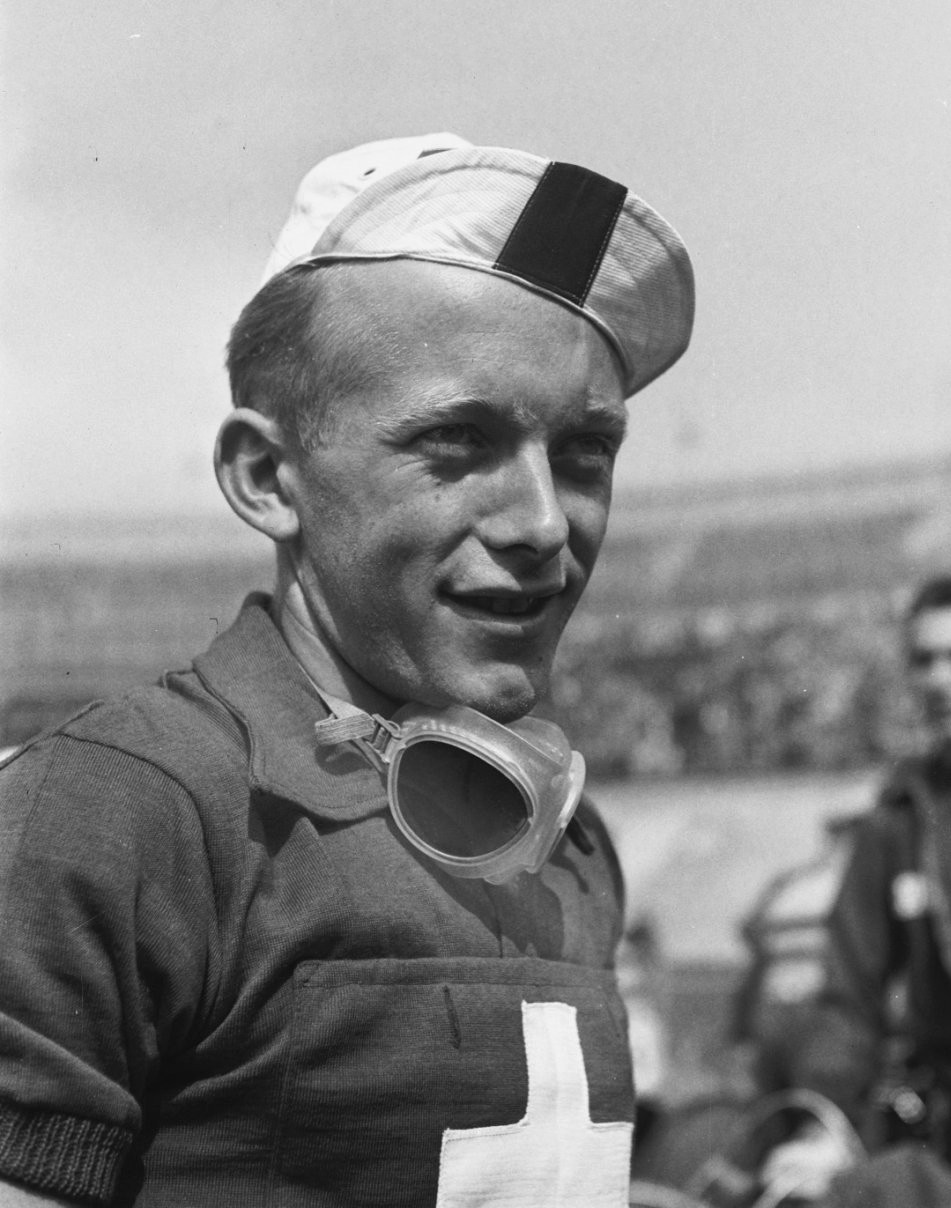
Hans Hollenstein (1954)

Hans Hollenstein (* 1. April 1929 in Zürich) ist ein ehemaliger Schweizer Radrennfahrer.

## Sportliche Laufbahn
1955 und 1959 gewann Hans Hollenstein die Nordschweizer Rundfahrt. 1957 wurde er Schweizer Meister im Strassenrennen. Er gewann das Eintagesrennen Grand Prix du Le Locle. Achtmal startete er bei der Tour de Suisse; sein bestes Ergebnis war der vierte Platz im Jahr 1956.